# Adam Ernst Rochus von Witzleben

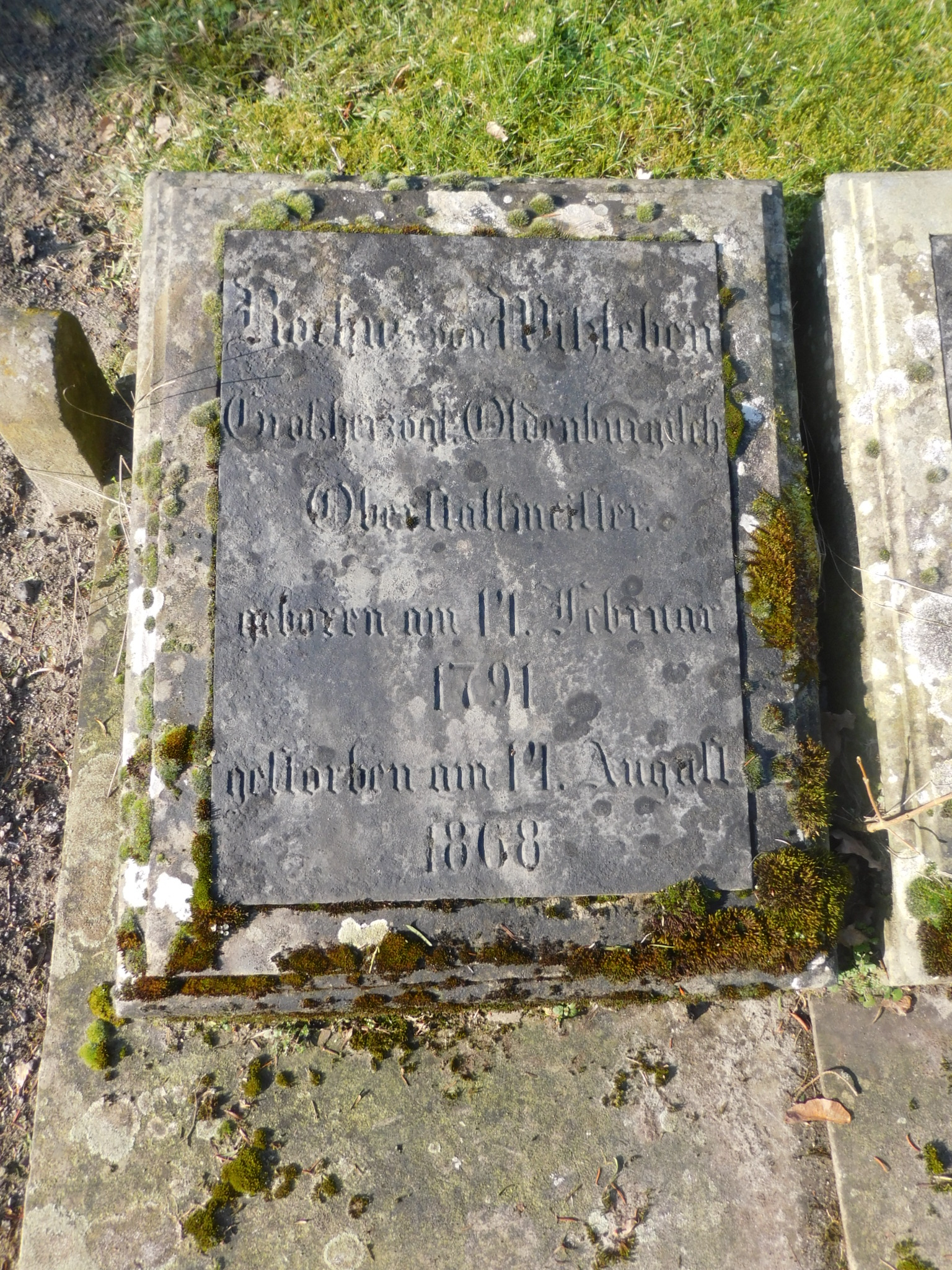
Grabstein „Rochus von Witzleben“ auf dem Gertrudenkirchhof in Oldenburg

Adam Ernst Rochus von Witzleben (* 14. Februar 1791 in Eutin; † 14. August 1868 in Oldenburg) war oldenburgischer Kammerherr, Oberstallmeister und Geheimer Rat.
Er stammte aus dem Thüringer Uradelsgeschlecht von Witzleben und war das zweite Kind des dänischen Kammerherrn Rochus von Witzleben, dessen Rufnamen er erhielt.

## Leben
Er war zunächst Oldenburger Beamter und wurde Kammer-Auditor. Mit dem Beginn des Befreiungskriegs im Jahr
1813 ging er zunächst in die englische Armee, aber nach wenigen Monaten wechselte er zur russisch-deutschen Legion, die auf Anregung Herzogs Peter Friedrich Ludwig von Oldenburg vom Zaren in Russland aufgestellt wurde. Mit einem Ukas vom 11. August 1813 wurde er Fähnrich im 6. Bataillon der Legion. Er war dann Adjutant in der Schlacht an der Göhrde am 16. September 1813 und bei Sehestedt am 10. Dezember 1813. Am 2. Februar 1814 wurde er zum Seconde-Lieutenant befördert. Die Legion wurde 1815 in preußische Dienste übernommen und am 18. April 1815 aufgelöst. Witzleben kehrte nach Oldenburg zurück und wurde zum 14. April 1815 in das neuformierte Oldenburger Infanterie-Regiment übernommen. Als Regiments-Adjutant und seit dem 5. Mai 1815 als Premier-Lieutenant machte er den Sommerfeldzug von 1815 gegen den aus dem Exil zurückgekehrten Napoleon mit. Er kämpfte dabei in den Belagerungen von Mezieres und Montmédy. Nach dem Krieg wechselte er im Dezember 1815 wieder in die Zivilverwaltung und dann in den Hofdienst. Er wurde Kammerherr, Oberstallmeister und Geheimrat. Er starb im August 1868 in Oldenburg.
Während seiner Offizierszeit bei der russisch-deutschen Legion von 1811 bis 1815 wurde er als Baron angesprochen, er selbst und seine Nachkommen führten in Preußen den Freiherrentitel jedoch nicht.
Adam Ernst Rochus von Witzleben wohnte seit 1862 in einem repräsentativen Neubau in Oldenburg, Huntestraße 19. Planer war Architekt Carl Friedrich Spieske. Das Gebäude, das heute denkmalgeschützt ist, gilt als eines der wichtigsten Beispiele des Romantischen Klassizismus. Es wurde um 1960 von Emil Brose in Öl gemalt. Das Gemälde hängt im Stadtmuseum Oldenburg.

### Familie
Er war dreimal verheiratet und hinterließ drei Kinder aus dritter Ehe. Seine erste Frau war Franziska von Heimburg († 14. August 1836), die Tochter des oldenburger Landjägermeisters Heino Ernst Heimburg (1766–1830). Danach heiratete er seine Cousine Eleonore Frederike von Witzleben (* 30. Juni 1811; † Oktober 1843).
Am 21. Februar 1845 heiratete er seine dritte Frau Josephine Theophile Emma von Witzleben (* 14. Februar 1819; † 13. Oktober 1863) aus dem Haus Wartenburg-Werben. Sie war die Tochter des sächsischen Kammerherren Hans Dietrich August Leopold von Witzleben (* 18. Mai 1789; † 16. Mai 1862) und dessen Ehefrau Celeste Latitie de Becquey-Beaupre (* 19. September 1794; † 18. Mai 1880). Das Paar hatte zwei Töchter und einen Sohn, darunter:
- Marianne (* 20. Oktober 1846; † 1924), Hofdame der Großherzogin Elisabeth Pauline Alexandrine von Oldenburg und Freundin von Lotte Hegewisch
- Julia (* 19. Mai 1848), Hofdame der Erbgroßherzogin Anna Elisabeth von Oldenburg
- Rochus (* 20. April 1852), Leutnant im Oldenburgischen Dragoner-Regiment Nr. 19

## Ehrungen
- Träger der Russischen Medaille für 1814/1815
- Großkreuz des Großherzoglichen Oldenburgischen Haus- und Verdienstordens
- Großkreuz des Königlich Griechischen Erlöser-Ordens
- Großkreuz des Großherzoglich Hessischen Ludwigsordens
- Großkreuz des Großherzoglich Badischen Zähringer Löwen-Ordens
- Großkreuz des Herzoglich Sachsen-Ernestinischen Hausordens
- Kommandeur I. Klasse des Königlich Hannoverschen Guelphen-Ordens (1840)
- Großkomthur des Großherzoglich Sachsen-Weimar und Eisenachischen Weißen Falken-Ordens
- Kommandeur des Königlich Dänischen Dannebrog-Ordens
- Kommandeur des Ordens der Württembergischen Krone
- Roter Adlerorden II. Klasse mit Stern